# Aruba nos Jogos Olímpicos de Verão de 2012
Aruba competiu nos Jogos Olímpicos de Verão de 2012, que aconteceram na cidade de Londres, no Reino Unido, de 27 de julho até 12 de agosto de 2012.

## Desempenho

### Halterofilismo
Masculino
| Atleta         | Evento | Arranque (kg) | Arremesso (kg) | Total (kg) | Posição |
| -------------- | ------ | ------------- | -------------- | ---------- | ------- |
| Carl Henriquez | +105kg | 122,0         | 160,0          | 282,0      | 18º     |

### Natação
Masculino
| Atletas        | Evento      | Eliminatórias | Eliminatórias | Semifinal   | Semifinal   | Final       | Final       |
| Atletas        | Evento      | Tempo         | Posição       | Tempo       | Posição     | Tempo       | Posição     |
| -------------- | ----------- | ------------- | ------------- | ----------- | ----------- | ----------- | ----------- |
| Jemal le Grand | 100 m livre | 51s86         | 40º           | Não avançou | Não avançou | Não avançou | Não avançou |

Feminino
| Atletas               | Evento      | Eliminatórias | Eliminatórias | Semifinal | Semifinal | Final       | Final       |
| Atletas               | Evento      | Tempo         | Posição       | Tempo     | Posição   | Tempo       | Posição     |
| --------------------- | ----------- | ------------- | ------------- | --------- | --------- | ----------- | ----------- |
| Danielle van den Berg | 800 m livre | 9min23s21     | 34º           |           |           | Não avançou | Não avançou |